# Thomas Stuber

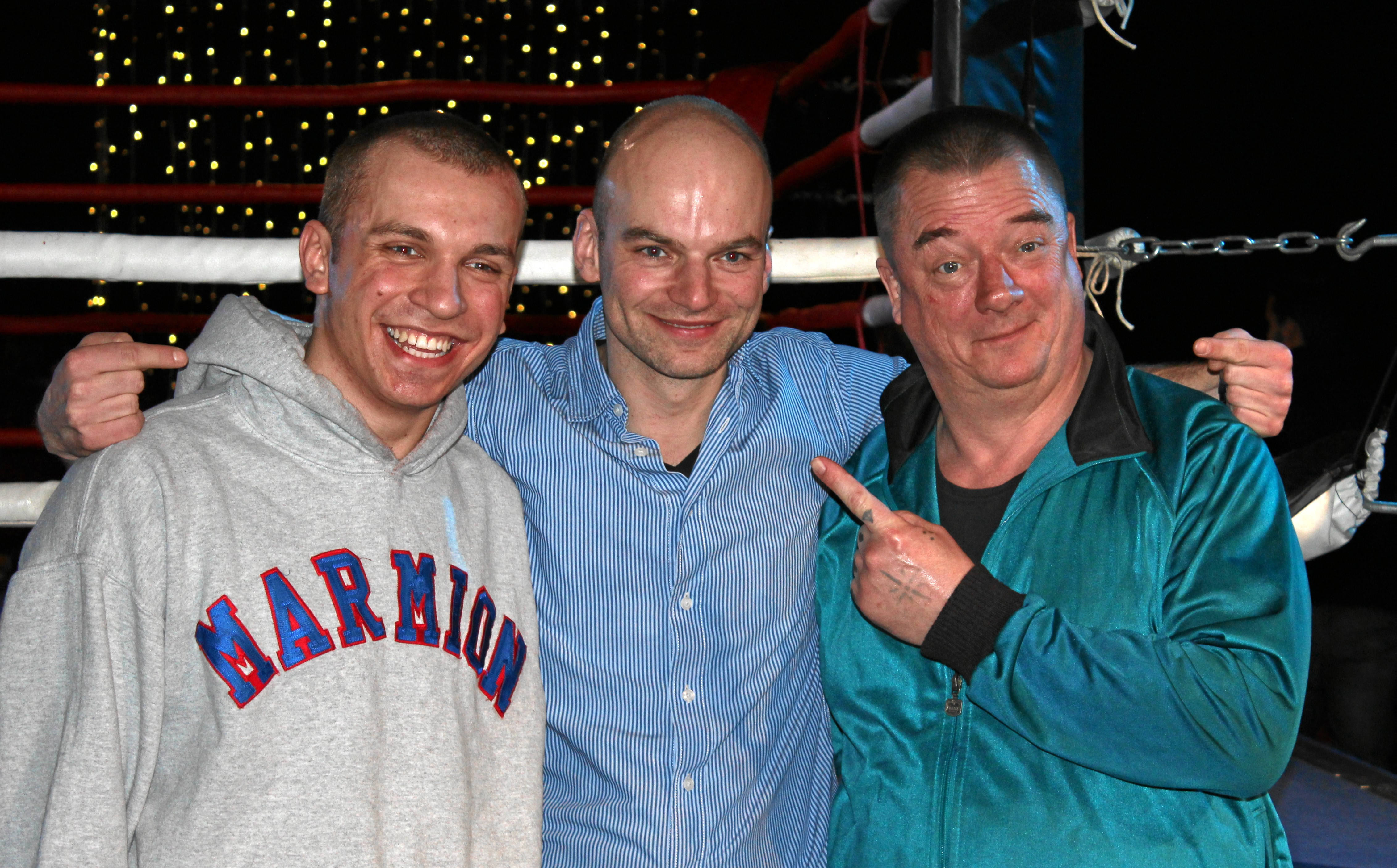
Edin Hasanović, Thomas Stuber und Peter Kurth am Set des Films Herbert (2014)

Thomas Stuber (* 31. März 1981 in Leipzig) ist ein deutscher Filmregisseur und Drehbuchautor.

## Leben
Thomas Stuber ist Sohn der Theaterwissenschaftlerin und Hochschullehrerin Petra Stuber. Er wuchs auf n seiner Geburtsstadt Leipzig. Nach dem Abitur absolvierte er seinen Zivildienst. Nach einigen Praktika in der Filmbranche war er ab 2002 in verschiedenen deutschen Produktionen als Script/Continuity tätig.
Ab 2004 studierte er an der Filmakademie Baden-Württemberg, 2011 schloss er das Studium mit dem Diplom in Medien/Szenische Regie ab. 2006 gewann er mit dem Kurzfilm Es geht uns gut den Förderpreis der Württembergischen Filmindustrie. Sein 60-minütiger Drittjahresfilm Teenage Angst hatte seine Premiere 2008 auf der Berlinale. Der Film erhielt beim Internationalen Studentenfilmfestival Sehsüchte den Preis als Bester Deutscher Nachwuchsfilm. Sein Abschlussfilm, der Schwarzweiß-Kurzfilm Von Hunden und Pferden, wurde für den First Steps Award nominiert, gewann den Deutschen Kurzfilmpreis und in Los Angeles den Studentenoscar für den besten fremdsprachigen Kurzfilm in Silber. Das Drehbuch des Filmes basierte auf einer Kurzgeschichte von Clemens Meyer. Mit diesem schrieb er daraufhin die Drehbücher der Filme Herbert und In den Gängen, die 2014 respektive 2015 für den Deutschen Drehbuchpreis nominiert waren, In den Gängen gewann diesen Preis. Herbert, Stubers erster abendfüllender Spielfilm, wurde 2014 in Leipzig aufgenommen. Die Charakter- und Milieustudie handelt von einem ehemaligen Boxer, der an ALS erkrankt. Der Film hatte seine Premiere auf dem Toronto International Film Festival und kam im März 2016 in die deutschen Kinos. Auf dem Kinofest Lünen 2015 erhielt der Film den Hauptpreis, die Lüdia, beim Deutschen Filmpreis 2016 bekam er drei Auszeichnungen, darunter die silberne Lola in der Kategorie „Bester Spielfilm“. Der Hauptdarsteller Peter Kurth wurde als bester Schauspieler geehrt.
In den Gängen wurde am 23. Februar 2018 im Rahmen des Wettbewerbs der 68. Berlinale uraufgeführt und wurde als Bester Film im Wettbewerb der Berlinale mit dem Gilde-Filmpreis ausgezeichnet. Außerdem bekam Stuber den Preis der ökumenischen Jury. In den Gängen wurde auf zahlreichen Festivals auf der Welt gezeigt, gewann Preise, unter anderem bei den Filmfestivals in Athen, Neapel und Valladolid 2018. Der Film kam am 24. Mai 2018 in die deutschen Kinos.
Abermals nach Vorlage von Clemens Meyer entstand 2022 Die stillen Trabanten. Erzählt werden darin drei verwobene Liebesgeschichten von Menschen aus einfachen Verhältnissen. Filmjournalist Dieter Oßwald schreibt dazu: „Dieses warmherzige Wertschätzungs-Märchen aus scheinbar trostloser Nacht umarmt sein Publikum. Und lässt es nicht mehr los.“
Thomas Stuber arbeitet auch fürs Fernsehen. Der Tatort: Verbrannt, bei dem er Regie führte, lief vor der Erstausstrahlung 2015 in zahlreichen Kinos als Vorpremiere und gewann 2016 den Deutschen Fernsehkrimipreis. Sein Fernsehfilm Ein Mann unter Verdacht hatte 2016 beim Filmfest München Premiere. Auch mit Polizeiruf 110: An der Saale hellem Strande gewann er 2022 den Deutschen Fernsehkrimipreis.
Thomas Stuber ist Mitglied der Sächsische Akademie der Künste. Er lebt und arbeitet in Leipzig.

## Filmografie
- 2004: Picknick (Kurzfilm; auch Drehbuch)
- 2005: Raus aus dem Garten der Liebe (Kurzfilm; auch Drehbuch)
- 2006: Es geht uns gut (Kurzfilm; auch Drehbuch)
- 2008: Teenage Angst
- 2012: Von Hunden und Pferden (Kurzfilm; auch Drehbuch)
- 2014: Großstadtrevier (Fernsehserie, drei Folgen)
- 2015: Herbert (auch Drehbuch)
- 2015: Tatort: Verbrannt (Fernsehreihe)
- 2016: Ein Mann unter Verdacht (Fernsehfilm)
- 2018: In den Gängen (Kinofilm)
- 2018: Kruso (Fernsehfilm)
- 2019: Tatort: Angriff auf Wache 08
- 2020: Hausen (Fernsehserie, 8 Folgen)
- 2021: Polizeiruf 110: An der Saale hellem Strande
- 2022: Die stillen Trabanten
- 2024: Polizeiruf 110: Der Dicke liebt